# Костромская городская дума
Дума города Костромы — постоянно действующий представительный орган местного самоуправления города Костромы. Избирается сроком на 5 лет. Состоит из 38 депутатов.

## История
Первый состав городской думы был избран 13 марта 1994 года.
23 марта 1994 года состоялось её первое заседание.
Город Кострома одним из первых вступил в новый этап истории нашего государства, сформировав свой представительный орган в соответствии с новыми требованиями к организации местного самоуправления в Российской Федерации.
В Думе I созыва работали 13 депутатов. Они заложили нормативные основы для деятельности городского представительного органа следующих созывов. Несмотря на, может быть, недостаточный опыт, Думе I созыва удалось разработать документы очень серьёзного уровня. Регламент Думы, Положение «О статусе депутата» потребовали внесения изменений совсем недавно.
В октябре 2010 года избрана дума V созыва, в состав которой вошло 35 депутатов.
В 2015 году впервые представительный орган был сформирован по смешанной системе: из 38 депутатских мандатов 10 распределены по партийным спискам и 28 — одномандатным округам.
13 сентября 2020 года избрана дума VII созыва состоящая из 33 депутатов по одномандатным округам. Всего в Думе 38 депутатов, большинство — 24 мандата у «Единой России. 
Председатель Думы города Костромы — Журин Юрий Валерьевич.

## Периоды деятельности депутатских созывов
- I созыв — с марта 1994 года по декабрь 1996 года.
- II созыв — с декабря 1996 года по декабрь 2001 года.
- III созыв — с декабря 2001 года по декабрь 2006 года.
- IV созыв — с декабря 2006 года по октябрь 2011 года.
- V созыв — с октября 2011 года по октябрь 2015 года.
- VI созыв — с октября 2015 года по сентябрь 2020 года.
- VII созыв с сентября 2020 года настоящее время.